# Wishmaster 2: Evil Never Dies
Wishmaster 2: Evil Never Dies (Brasil: O Mestre dos Desejos 2 — O Mal nunca morre ) é um filme de terror, produzido nos Estados Unidos, em 1999, coescrito por Peter Atkins e Jack Sholder, e dirigido por Jack Sholder. É a sequência do filme O Mestre dos Desejos (1997). Estreou na televisão estadunidense em 12 de março de 1999, e foi lançado diretamente em VHS e DVD, em agosto do mesmo ano. Também foi o último filme com Andrew Divoff atuando como o Djinn na saga.
Teve uma continuação, O Mestre dos Desejos 3 — Além da Porta do Inferno (2001).

## Sinopse
O Djinn é desperto novamente durante um assalto malsucedido, transformando os mais profundos desejos nos piores pesadelos. Ele oferece-se para ser preso no lugar dos criminosos com a intenção de ir para a prisão onde poderá coletar as 1001 almas que precisa para realizar os desejos de sua libertadora e líder do grupo, Morgana, a qual recusa-se a fazê-los enquanto conhece a história do ser maligno. Auxiliada por um padre, ela terá de elaborar o desejo perfeito para aprisioná-lo mais uma vez.

## Elenco
- Holly Fields … Morgana
- Chris Weber … Eric
- Al Foster … Guarda
- Andrew Divoff … Djinn / Nathaniel Demerest
- Vyto Ruginis … Hosticka
- Randy Hall … Policial
- Maria Genero … Repórter
- James Staszkiel … Predator
- Paul Johansson … Gregory
- Robert LaSardo … Gries
- Carlos Leon … Webber
- Tommy 'Tiny' Lister Jr. … Tillaver
- Rhino Michaels … Butz
- James Kim … James Tiger
- Simon Kim … Simon Tiger